# Czarnowo-Undy (stacja kolejowa)

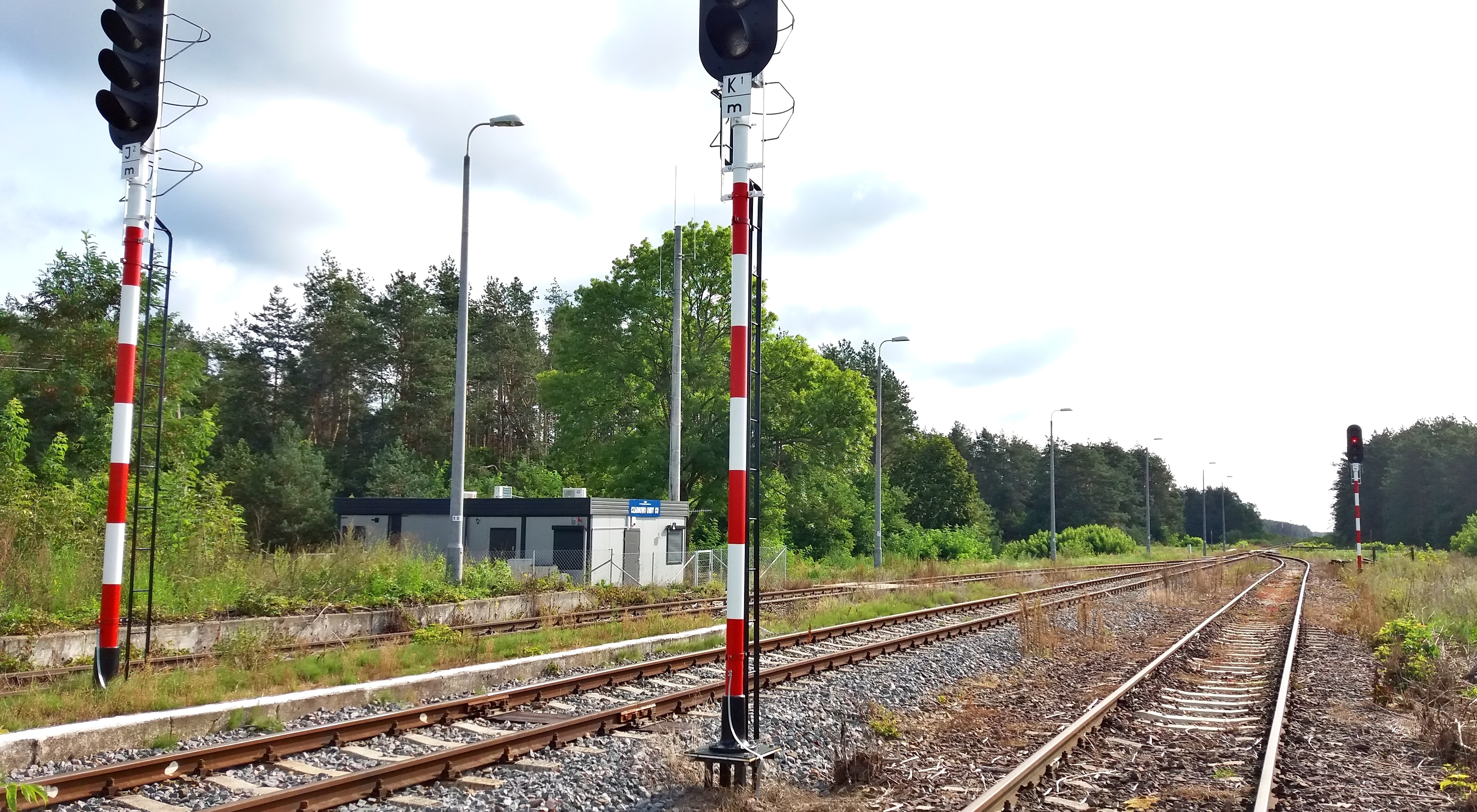
Wschodnia głowica rozjazdowa. Widok w kierunku Łap.

Czarnowo-Undy – stacja techniczna w miejscowości Czarnowo-Biki na linii kolejowej nr 36, w województwie podlaskim, w Polsce. Przed zamknięciem dla czynności ruchowych stacja posiadała sygnalizację kształtową, urządzenia kluczowe ręczne i scentalizowane. Obsługiwana przez dwie nastawnie: CU i CU1. Dysponująca znajdowała się w budynku dworca i obsługiwała przejazd kolejowo-drogowy. Budynki zostały rozebrane w roku 2014. Ponadto znajdował się plac ładunkowy, rampa boczna oraz bocznica zakładów obsługujących rolnictwo - Przedsiębiorstwo Handlowo-Produkcyjne "Zaopatrzenie". W momencie zawieszenia przewozów na linii - 2 kwietnia 2000 roku była już zdegradowana do roli przystanku osobowego.     

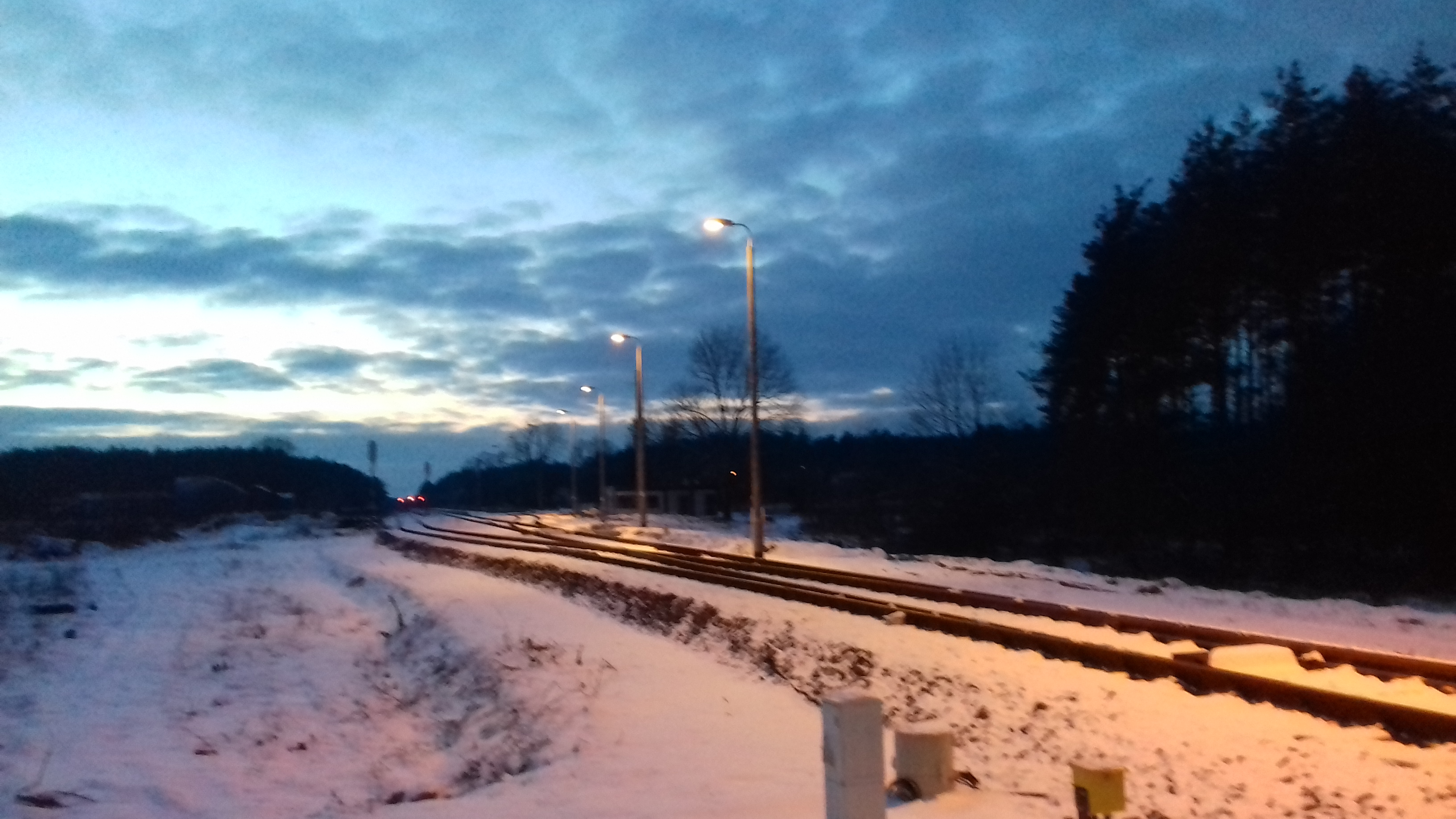
Stacja Czarnowo-Undy nocą.

W marcu 2017 roku na linii kolejowej nr 36 rozpoczęły się prace związane z zapewnieniem objazdu linii kolejowej nr 6, w ramach których zabudowano nowe rozjazdy z napędami elektrycznym wraz z ogrzewaniem, świetlne semafory, tarcze manewrowe i ostrzegawcze, liczniki osi, telewizję przemysłową. Kontenerowa nastawnia dysponująca stoi na miejscu dawnego dworca. Przywrócenie punktu dla czynności ruchowych jako stacja techniczna nastąpiło 5 kwietnia 2018 roku.
Stacja znalazła się na liście podstawowej obiektów przewidzianych do przebudowy w ramach Rządowego Programu budowy lub modernizacji przystanków kolejowych na lata 2021-2025.